# Suzumiya Haruhi no Shōshitsu
Suzumiya Haruhi no Shōshitsu' (涼宮ハルヒの消失 Sự biến mất của Suzumiya Haruhi), tựa tiếng Anh là The Disappearance of Haruhi Suzumiya, là một bộ phim hoạt hình điện ảnh dựa trên light novel thứ tư cùng tên được viết bởi Nagaru Tanigawa. Nó được sản xuất bởi Kyoto Animation và đạo diễn bởi Tatsuya Ishihara cũng như Yasuhiro Takemoto. Bộ phim được công chiếu tại Nhật Bản vào ngày 6 tháng 2 năm 2010 và được phát hành trên DVD và Blu-ray Disc vào ngày 18 tháng 12, 2010. Bản quyền phát hành tại Bắc Mỹ thuộc về Bandai Entertainment và tại Anh thuộc về Manga Entertainment. Với thời lượng 164 phút, Suzumiya Haruhi no Shōshitsu là bộ phim hoạt hình điện ảnh thứ hai có thời lượng dài nhất tính đến thời điểm công chiếu, chỉ đứng sau Final Yamato.

## Cốt truyện
Theo sau các sự kiện của loạt anime Suzumiya Haruhi no Yūutsu, câu chuyện diễn ra từ ngày 16 tháng 12 đến ngày 24 tháng 12, một tháng sau lễ hội văn hoá Nhật Bản. Đoàn SOS, dẫn đầu bởi Suzumiya Haruhi, lên kế hoạch tổ chức một buổi tiệc lẩu có lễ Giáng Sinh. Tuy nhiên, vào sáng ngày 18 tháng 12, Kyon đến trường và phát hiện ra mọi sự đã thay đổi. Haruhi, cùng với Koizumi Itsuki, đã mất tích, Asakura Ryoko đột nhiên xuất hiện trở lại, Asahina Mikuru không còn nhận ra anh ta và Nagato Yuki chỉ là một con người bình thường. Chỉ có Kyon là nhận ra được sự bất thường, trong khi không có ai nhớ về Haruhi hay Đoàn SOS. Manh mối duy nhất mà Kyon tìm được là một tờ giấy dấu trang mà Yuki để lại trước khi mọi thứ thay đổi, yêu cầu cậu phải tìm ra chìa khoá để chạy chương trình. Trong khi vẫn còn đang ngỡ ngàng, Kyon đã làm quen được với Yuki hiện tại, người có vẻ như đang để ý đến cậu. Vào ngày 20 tháng 12, Kyon phát hiện ra rằng Haruhi đang học ở một trường trung học khác, cùng với Itsuki. Nhờ tiết lộ thân phận của mình là "John Smith", Kyon đã khiến Haruhi tin vào câu chuyện của mình. Với sự trợ giúp của cô, Kyon đã tập hợp được đủ các thành viên của Đoàn SOS và mở khoá được một chương trình trong máy tính do Yuki cũ để lại.
Muốn quay về cuộc sống trước đây của mình, Kyon đã kích hoạt chương trình và được đưa về quá khứ ba năm trước ở Tanabata. Sau khi gặp Mikuru tương lai, cậu đã nhận được chương trình giải trừ của Yuki quá khứ, để bắn vào kẻ gây ra sự việc ngay sau khi mọi sự thay đổi vào ngày 18 tháng 12. Trở về hiện tại, họ phát hiện ra hung thủ chính là Yuki, người đã mượn năng lực của Haruhi để thay đổi trí nhớ của mọi người, trừ Kyon, cho phép cậu lựa chọn thế giới mà cậu muốn sống. Kyon tự hỏi chính mình, và quyết định rằng thế giới cũ của mình vui vẻ và thú vị hơn. Kyon cố gắng cài chương trình vào Yuki nhưng lại bị đâm bởi Ryoko. Trước khi Ryoko có thể kết liễu cậu, cô ta đã bị ngăn cản bởi Yuki, Mikuru và Kyon đến từ tương lai. Kyon tỉnh lại vài ngày sau trong một bệnh viện, nơi mọi thứ trở lại bình thường, và mọi người đều cho rằng Kyon đã té cầu thang và bất tỉnh vào ngày 18 tháng 12. Khi Yuki nói với Kyon về việc Thể Thống Nhất Dữ Liệu sẽ trừng phạt cô ấy vì hành vi của cô, Kyon yêu cầu cô truyền lời rằng, nếu họ dám, cậu sẽ bảo Haruhi xoá sổ Thể Thống Nhất Dữ Liệu. Khi ngày 24 tháng 12 đến, Kyon quyết định tham gia vào bữa tiệc Giáng Sinh trước khi quay về quá khứ để cứu lấy chính mình.

## Sản xuất và phát hành
Vào ngày 18 tháng 12 năm 2007, trang web chính thức của loạt anime Suzumiya Haruhi no Yūutsu, haruhi.tv, đã được thay đổi thành một thông báo lỗi 404 giả với 5 ô nhập liệu, tham chiếu đến ngày quan trọng của Suzumiya Haruhi no Shōshitsu, tập thứ bốn của light novel. Câu chuyện Suzumiya Haruhi no Shōshitsu không có trong anime tái chiếu 2009 Suzumiya Haruhi no Yūutsu, vốn bao gồm các tập phim chuyển thể từ tiểu thuyết thứ hai, ba và năm. Tuy nhiên, vào ngày 8 tháng 10 năm 2009, một teaser trailer dài 30 đã được phát sóng, tiết lộ rằng Suzumiya Haruhi no Shōshitsu sẽ trở thành một bộ phim điện ảnh, dự kiến ra mắt vào 6 tháng 2 năm 2010. Đoạn phim quảng bá dài một phút đã được phát hành vào tháng 12 năm 2009. Bộ phim đã được phát hành vào trên BD/DVD, các phiên bản chung và giới hạn, vào ngày 18 tháng 12 năm 2010 tại Nhật Bản.

### Âm nhạc
Nhạc nền của bộ phim là "Yasashii Bōkyaku" (優しい忘却 "Tender Oblivion") do Minori Chihara trình bày, single đã được phát hành vào ngày 24 tháng 2 năm 2010. Bài hát mở đầu là "Bōken Desho Desho?" bởi Aya Hirano. Original soundtrack đã được phát hành vào ngày 27 tháng 1 năm 2010. Soundtrack được trình diễn bởi Đoàn nhạc Giao hưởng Eminence và sản xuất bởi Satoru Kōsaki.
| Original soundtrack disc 1 | Original soundtrack disc 1                                                                                      | Original soundtrack disc 1 | Original soundtrack disc 1 |
| STT                        | Nhan đề | Phổ nhạc                   | Thời lượng                 |
| -------------------------- | --- | -------------------------- | -------------------------- |
| 1.                         | "Itsumo no Fūkei kara Hajimaru Monogatari" (いつもの風景から始まる物語 The Story Begins With the Usual Scenery) | Satoru Kōsaki              | 3:51                       |
| 2.                         | "SOS-dan Christmas Party" (SOS団クリスマスパーティ SOS Brigade Christmas Party)                                 | Satoru Kōsaki              | 2:24                       |
| 3.                         | "Dotabata Time" (ドタバタ・タイム Noisy Time)                                                                   | Satoru Kōsaki              | 1:03                       |
| 4.                         | "Nichijō no Saki ni Machiukeru Mono" (日常の先に待ち受けるもの Everyday Things That Lie Ahead)                  | Keigo Hoashi               | 0:51                       |
| 5.                         | "Asakura Ryōko to Iu Josei" (朝倉涼子という女性 The Woman Named Ryoko Asakara)                                  | Ryūichi Takada             | 2:59                       |
| 6.                         | "Fuan kara Kyōfu e" (不安から恐怖へ Fear from Anxiety)                                                          | Ryūichi Takada             | 1:44                       |
| 7.                         | "Uragirareta Kitai" (裏切られた期待 Betrayed Expectations)                                                      | Keigo Hoashi               | 2:48                       |
| 8.                         | "Kodoku Sekai no Hirogari" (孤独世界の広がり Lonely World's Spread)                                             | Keigo Hoashi               | 3:14                       |
| 9.                         | "Kankyō Henka no Zehi" (環境変化の是非 Pros and Cons of Environmental Changes)                                  | Satoru Kōsaki              | 2:56                       |
| 10.                        | "Suzumiya Haruhi no Tegakari" (涼宮ハルヒの手がかり The Trail of Suzumiya Haruhi)                               | Kakeru Ishihama            | 1:27                       |
| 11.                        | "Hayaru Kokoro to Mae ni Denai Ashi" (はやる心と前に出ない足 Popular Spirit and Feet That Won't Leave)          | Satoru Kōsaki              | 1:14                       |
| 12.                        | "Tsunagatta Kioku" (つながった記憶 Memories Tied Together)                                                      | Satoru Kōsaki              | 2:33                       |
| 13.                        | "SOS-dan Futatabi" (SOS団再び SOS Brigade Once Again)                                                           | Satoru Kōsaki              | 1:56                       |
| 14.                        | "Ready?" | Ryūichi Takada             | 4:13                       |
| 15.                        | "Ano Hi no Kioku o Oikakete" (あの日の記憶を追いかけて Chasing the Memory of That Day)                          | Satoru Kōsaki              | 1:27                       |
| 16.                        | "Michibiku Josei no Kataru Kotoba" (導く女性の語る言葉 Having Words With the Female Guide)                      | Keigo Hoashi               | 2:26                       |
| 17.                        | "Mirai e no Ashiato" (未来への足跡 Footprints From the Future)                                                  | Keigo Hoashi               | 1:53                       |
| 18.                        | "Gymnopédie No. 2" (ジムノペディ 第2番 Jimunopedi Dai Ni-ban)                                                   | Erik Satie                 | 2:55                       |
| 19.                        | "Nagato Yuki no Kokoro ni Aru Mono" (長門有希の心にあるもの In the Heart of Nagato Yuki)                        | Keigo Hoashi               | 2:88                       |
| 20.                        | "Jikoishiki no Kakunin" (自己意識の確認 Awakening Self-Consciousness)                                           | Keigo Hoashi               | 2:44                       |
| 21.                        | "Rekishi no Tenkanten" (歴史の転換点 Converging Point of History)                                               | Ryūichi Takada             | 3:18                       |
| 22.                        | "Futatabi Deaeta Dan'intachi" (再び出逢えた団員たち Meeting Brigade Members Once Again)                         | Satoru Kōsaki              | 5:01                       |
| 23.                        | "Itsumo no Fūkei de Owaru Monogatari" (いつもの風景で終わる物語 The Story Ends With the Usual Scenery)          | Satoru Kōsaki              | 3:16                       |

| Original soundtrack disc 2 | Original soundtrack disc 2                                       | Original soundtrack disc 2 | Original soundtrack disc 2 |
| STT                        | Nhan đề                                                          | Phổ nhạc                   | Thời lượng                 |
| -------------------------- | ---------------------------------------------------------------- | -------------------------- | -------------------------- |
| 1.                         | "Gymnopédie No. 1" (ジムノペディ 第1番 Jimunopedi Dai Ichi-ban)  | Erik Satie                 | 3:17                       |
| 2.                         | "Gymnopédie No. 2" (ジムノペディ 第2番 Jimunopedi Dai Ni-ban)    | Erik Satie                 | 2:50                       |
| 3.                         | "Gymnopédie No. 3" (ジムノペディ 第3番 Jimunopedi Dai San-ban)   | Erik Satie                 | 2:27                       |
| 4.                         | "Gnossienne No. 1" (グノシエンヌ 第1番 Gunoshiennu Dai Ichi-ban) | Erik Satie                 | 3:24                       |
| 5.                         | "Gnossienne No. 2" (グノシエンヌ 第2番 Gunoshiennu Dai Ni-ban)   | Erik Satie                 | 2:17                       |
| 6.                         | "Gnossienne No. 3" (グノシエンヌ 第3番 Gunoshiennu Dai San-ban)  | Erik Satie                 | 2:56                       |
| 7.                         | "Je te veux" (ジュ・トゥ・ヴー I Want You)                       | Erik Satie                 | 5:15                       |

## Phương tiện truyền thông liên quan
Một phụ bản manga mang tên Nagato Yuki-chan no Shōshitsu (長門有希ちゃんの消失 Sự biến mất của Nagato Yuki-chan) được vẽ bởi Puyo và đang trên Young Ace của Kadokawa Shoten vào tháng 7 năm 2009. Một visual novel mang tên Suzumiya Haruhi no Tsuisō (涼宮ハルヒの追想 Sự hồi tưởng của Suzumiya Haruhi) đã được phát hành vào ngày 12 tháng 5 năm 2011 bởi Bandai Namco Games trên PlayStation 3 và PlayStation Portable. Cậu chuyện của trò chơi diễn ra ít lâu sau bộ phim.

## Đón nhận
Khi bộ phim được công chiếu vào ngày 6 tháng 2 năm 2010 tại 24 rạp ở Nhật Bản, nó nằm trong top 10 bộ phim có doanh thu phòng vé tuần đầu tiên cao nhất, và đã thu về 200 triệu yên trong tuần đầu tiên trong chiếu. Bộ phim đã thắng giải Animation Kobe 2010 cho phim điện ảnh hay nhất. Phiên bản BD đã bán được hơn 77,000 bản trong tuần đầu tiên, đứng đầu bảng xếp hạng Oricon, trong khi đứng hạng thứ 4 trong bảng xếp hạng DVD với 19,667 bản. Minori Chihara đã thắng giải Thể hiện Ca khúc Hay nhất trong giải Seiyu Awards thường niên lần 5 tổ chức vào năm 2011 tại Tokyo cho bài "Yasashii Bōkyaku".
Tại Thái Lan, cơn lũ năm 2011 đã buộc bộ phim chỉ có thể được chiếu tại rạp Lido, Siam Square, Bangkok, trong một ngày duy nhất, 6 tháng 11 năm 2011. Tuy nhiên, tất cả vé đã được bán hết trong ngày đặt vé đầu tiên. Sau khi công chiếu, Rose Media & Entertainment, đã tổ chức bán đấu giá các vật phẩm và hàng hoá về Haruhi để gây quỹ ủng hộ nạn nhân vụ lũ lụt.